# The Garden of sinners Film 1 – Thanatos.

Das Logo, unter dem die Filmreihe vermarktet wird, bestehend aus den Kanji für Kara no Kyōkai, den vertikalen Kanji für Film und dem englischen Untertitel the Garden of sinners.

the Garden of sinners Film 1 – Thanatos. (jap. 劇場版 空の境界 第一章 俯瞰風景, Gekijōban Kara no Kyōkai Dai-isshō: Fukan Fūkei, dt. „Überblick über die Szenerie“) ist der erste Anime-Film aus einer Film-Reihe, die auf der von Kinoko Nasu geschriebenen Light-Novel-Reihe Kara no Kyōkai – the Garden of sinners basiert. Der von Ufotable animierte Film gibt den Inhalt des vierten Kapitels Fukan Fūkei: Thanatos. wieder und entstand unter der Regie von Ei Aoki. In Japan wurde er am 1. Dezember 2007 uraufgeführt.

## Handlung
Hauptartikel: Kara no Kyōkai – the Garden of sinners
Mitten in der Handlung der Buchreihe, die ebenfalls nicht chronologisch erschien, setzt der Film an dem Punkt an, wo die Protagonistin Shiki bereits volle Kontrolle über ihre Fähigkeit besitzt den Tod und die Seelen von Verstorbenen zu sehen. Als eine Reihe von Selbstmorden junger Schülerinnen die Stadt in Aufruhr versetzt, versucht Mikiya, der engste Freund von Shiki, den Ursachen auf den Grund zu gehen. Dabei verfällt er in eine Art Koma, was Shiki veranlasst, sich selbst zu dem Ort der Geschehnisse zu begeben. Dort sieht sie die Geister der verstorbenen Mädchen über einem verlassenen Hochhaus kreisen. Auf ihrem Weg durch das Gebäude wird sie von einem der Geister attackiert, der ihre Armprothese unter Kontrolle bekommt. Gezwungen diese zu zerstören zieht sie sich zurück.
In dem Geschäft der Magierin Tōko lässt sie sich einen neuen Arm anfertigen. Währenddessen lässt sich der Film viel Zeit, um sie bei alltäglichen Dingen zu beobachten, die sie nur mit einem Arm bewältigen muss. Mit einem Armersatz ausgestattet stellt sie sich den Geistern und schafft es diesmal auch, den Geist der Anführerin Kirie zu töten und damit auch den Bann, der auf Mikiya liegt, zu brechen. Der noch lebende „Körper“ von Kirie wird unterdessen von Tōko gefunden. Nach einem Gespräch mit der ans Bett gefesselten und schon ewige Zeiten im Krankenhaus verbringenden Kirie, entschließt sich Tōko, nichts zu tun. Infolge ihrer beraubten Seele und der fehlenden Möglichkeit, die Aussicht über die Stadt zu genießen, stürzt sich letztendlich auch Kirie von dem Gebäude.

## Einordnung in die Filmreihe
Hauptartikel: Filmreihe
Fukan Fūkei war der erste Film aus einer Reihe von sieben Anime-Filmen, die zu der Light-Novel-Reihe Kara no Kyōkai – the Garden of sinners erschienen. Nachdem das ursprüngliche Ziel eine Fernsehserie zu produzieren an den Bedenken des Autors gescheitert war, offerierte Katsushi Ōta von Kōdansha dem Autor ein weiteres Angebot. Als Kinoko Nasu dieses annahm, begann in einer Kooperation mit Aniplex und Ufotable die Produktion der Filmreihe.

## Entstehung
Kinoko, dem dieser Abschnitt seines Buches am wenigsten gefiel, wollte die Handlung selbst noch einmal neu verfassen. Als er aber feststellte, dass die Produzenten des Films die Handlung von nahezu der Hälfte des „Ballasts“ befreit und eine seiner Meinung nach eine sauber herausgestellte Handlung verfasst hatten, ließ er diesen Gedanken fallen.

### Mitwirkende
Das Drehbuch selbst wurde von Masaki Hiramatsu geschrieben und von dem Regisseur Ei Aoki verfilmt. Das Design der Charaktere wurde aus der Bebilderung der Light Novel übernommen, deren Zeichnungen von Takashi Takeuchi angefertigt wurden. Die Hintergrundmusik wurde von der bereits bekannten Komponisten Yuki Kajiura produziert. Sie war als Mitglied der Gruppierung Kalafina, zu der bereits auch die Sängerinnen Wakana Ōtaki und Keiko Kubota gehörten, auch in der Produktion des Titelliedes oblivious involviert.

### Synchronisation
Die Rolle der Hauptfigur Shiki Ryōgi übernahm Maaya Sakamoto, die unter anderen auch schon in den ersten drei Episoden von Star Wars synchronisierte. Der routinierte Ken’ichi Suzumura, der bereits in mehr als einhundert verschiedene Rollen in Animeproduktionen übernahm, spricht den ruhigen Charakter von Mikiya Kokutō. Die weiteren Hauptrollen Tōko Aozaki und Kirie Fujō wurden von Takako Honda und Rie Tanaka gespielt.
| Rolle         | japanischer Sprecher (Seiyū) | deutscher Sprecher |
| ------------- | ---------------------------- | ------------------ |
| Shiki Ryōgi   | Maaya Sakamoto               | Petra Barthel      |
| Mikiya Kokutō | Ken’ichi Suzumura            | Tobias Nath        |
| Tōko Aozaki   | Takako Honda                 | Christin Marquitan |
| Kirie Fujō    | Rie Tanaka                   | Cathlen Gawlich    |

## Veröffentlichungen
Der Film wurde am 1. Dezember 2007 in den japanischen Kinos uraufgeführt. Die DVD zum Film erschien am 21. Mai 2008 und enthielt in einer Doppelpackung sowohl den Film auf DVD als auch eine CD mit dem Soundtrack zum ersten Kapitel. Am 24. September 2010 veröffentlichte das Label Kazé Deutschland den Film unter dem Titel the Garden of sinners Film 1 – Thanatos. auf DVD, die Soundtrack-CD ist der japanischen Originalveröffentlichung entsprechend beigelegt.
Am 13. Juli 2013 erschien ein 3D-Remake namens Gekijōban Kara no Kyōkai: Fukan Fūkei 3D (劇場版 空の境界 俯瞰風景3D).

## Rezeption
Laut einem Bericht in der Shinjuku Keizai war das Shinjuku-Kino seit dem 1. Dezember komplett durch den Film belegt. So besuchten alleine in diesem Kino innerhalb der ersten vier Wochen mehr als 20.000 Besucher den Film. Was einen neuen Besucherrekord in dem Kino einstellte und auch dazu führte, dass ursprünglich nicht geplante Vormittagsvorführungen eingeführt wurden und selbst auf Bitten der Zuschauer Stehplätze zugelassen wurden. Die in den Kinos ausliegendes Franchise fanden ebenfalls großen Absatz; so verkaufte sich ein Zusatzheft, mit Erklärungen und Interviews zum Film, im gleichen Zeitraum mehr als 12.000-mal.
Die DVD verkaufte sich in der Woche bis zum 2. Juni 2008, nach der wöchentlichen Statistik von Oricon, häufiger als jede andere Anime-DVD in Japan.